# San Pablo (província)
San Pablo é uma província do Peru localizada na região de Cajamarca. Sua capital é a cidade de San Pablo.

## Distritos da província
- San Bernardino
- San Luis
- San Pablo
- Tumbaden